# Ринок Тальпіот
32°48′30″ пн. ш. 35°00′08″ сх. д. / 32.80845° пн. ш. 35.00222° сх. д.
Ринок Тальпіот (івр. שוק תלפיות) — Це побудований ринок, розташований в районі Адар в Хайфі, побудований в кінці 1930-х років і відкритий 9 квітня 1940 року в урочистій церемонії відкриття, на якій були присутні представники національних установ, муніципалітету Хайфи і уряду Мандата. Будівля була побудована в міжнародному стилі. Метою ринку було замінити ринки, які працювали в нижньому місті. З огляду на архітектурного та історичного значення будівлі ринку для Хайфи Комітетом по збереженню спадщини Ізраїлю воно було визнано об'єктом, що охороняється державою.
Починаючи з 90-х років 20 століття активність ринку та його центральність стали знижуватися. Відбулися зміни у структурі населення районі Адар: більш заможні жителі переселилися у квартали на Кармель, а район прийшло слабше населення. Район Адар постраждав від нехтування, і також знехтували ринком. Більшість магазинів переїхала на вулиці поруч із ринком. Діяльність усередині будівлі ринку в основному зводилася до підвального поверху будівлі. На поверсі над ним є мінімальна активність. Інші поверхи були зачинені воротами і доступ до них було заборонено.

## Галерея
|               |
| Будинок ринку |

|                      |
| Вхід в будівлю ринку |

|                         |
| Всередині будівлі ринку |

|               |
| Перший поверх |

|                    |
| Торгівля на вулиці |